# David M. Sabatini

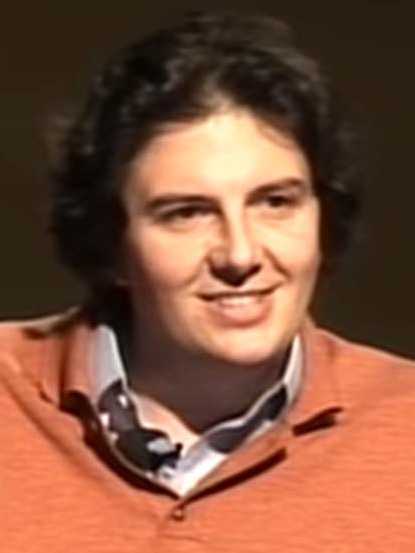
David M. Sabatini, 2013

David Marcelo Sabatini (* 27. Januar 1968 in Westchester County, New York) ist ein US-amerikanischer Molekularbiologe, der durch die Untersuchung der Regulation von Wachstumsprozessen in Säuger-Zellen bekannt ist, speziell der Entdeckung und Untersuchung von mTOR. Er war Professor für Biologie am Massachusetts Institute of Technology (MIT) und am dortigen Whitehead-Institut tätig.

## Biografie
Sabatini ist der Sohn des argentinisch-US-amerikanischen Zellbiologen David D. Sabatini, mit dem er nicht zu verwechseln ist. Er studierte Medizin an der Johns Hopkins University mit dem M.D. Abschluss und Ph. D. bei Solomon Snyder 1997. In seiner Gruppe untersuchte er speziell die Wachstumsregulation in Säuger-Zellen über den von ihm und Snyder – sowie gleichzeitig durch Robert Abraham und Stuart L. Schreiber in Harvard – entdeckten mTOR (mammalian Target of Rapamycin) Mechanismus, worüber er schon seine Dissertation schrieb. Verschiedene TOR-Gene als Ansatzpunkt von Rapamycin bei Hefezellen wurden zuvor Anfang der 1990er Jahre von Forschern bei Sandoz in Basel entdeckt (die sie nach einem Stadttor von Basel benannten), mTOR ist spezifisch für Säugerzellen. Er ist nach dem Antibiotikum Rapamycin benannt, das am mTOR-Komplex angreift. Sabatini und Mitarbeiter klärten die Rolle einer Reihe Proteine auf, die bei der Regulation über den mTOR-Komplex eine Rolle spielen. mTOR spielt eine zentrale Rolle in der Wachstumsregulation und daran ansetzende Medikamente wie Rapamycin sind nicht nur als Antibiotika wichtig, sondern u. a. auch bei Krebs, Herzkreislauferkrankungen, Transplantationen, Nierenerkrankungen, Altern, Alzheimer und Diabetes.
Sein Labor entwickelt auch die Technik zellbasierter Mikroarrays, die es ermöglicht, die Störung der Funktion tausender Gene in einer Zelle parallel zu untersuchen. Außerdem ist er am Aufbau einer RNA-Interferenz-Bibliothek für menschliche Zelle und Maus-Zellen beteiligt.
Er war bis zu seiner Entlassung 2021 Professor am Whitehead-Institut des MIT, war am Broad Institute und Koch Institute for Integrated Cancer Research und außerdem Investigator des Howard Hughes Medical Institute (HHMI).

## Auszeichnungen
2014 erhielt Sabatini den NAS Award in Molecular Biology, 2016 wurde er in die National Academy of Sciences gewählt. Seit 2016 zählt ihn Thomson Reuters aufgrund der Zahl seiner Zitierungen zu den Favoriten auf einen Nobelpreis (Thomson Reuters Citation Laureates). Für 2017 erhielt Sabatini den Dickson Prize in Medicine und den Lurie Prize in Biomedical Sciences. 2019 wurde er mit dem Louisa-Gross-Horwitz-Preis und dem BBVA Foundation Frontiers of Knowledge Award ausgezeichnet. Für 2020 wurden ihm der Sjöberg Prize und der Nemmers-Preis für Medizin zugesprochen, letzterer wurde ihm offenbar wieder aberkannt.

## Ende seiner Karriere in den USA aufgrund eines Vorwürfes sexueller Belästigung
Sabatini hatte eine seit April 2018 vorübergehende, wenige Monate dauernde einvernehmliche Affäre mit einer 21 Jahre jüngeren Wissenschaftlerin, die neu am Whitehead Institut war, aber nicht mit ihm zusammenarbeitete, nicht zu seinem Labor oder direkten Einflussbereich am Institut gehörte. Als das Whitehead-Institut im August eine neue Richtlinie für den Umgang mit sexuellen Beziehungen am Arbeitsplatz veröffentlichte unterließ es Sabatini wie auch seine ehemalige Partnerin dies zu melden. Während der Covid-Epidemie versuchte diese nach Aussagen von Sabatini – der dazu E-Mail-Belege vorlegte – vergeblich, an die alte Beziehung anzuknüpfen. Gleichzeitig lief ihre Fellowship am Whitehead-Institut ab, sie bewarb sich nicht um eine Anschlussanstellung und gab auf Nachfrage der Direktorin des Whitehead Instituts Ruth Lehmann erstmals an, Opfer von Belästigung geworden zu sein. Daraufhin beauftragte Lehmann eine Anwaltsfirma, die Arbeitsatmosphäre und den Gender-Bias an Sabatinis Labor zu untersuchen. Daran beteiligten sich etwa fünf der 40 Laborbeschäftigten anonym, wobei sich Labormitglieder später beschwerten, es wäre Druck auf sie ausgeübt worden und von den Anwälten Worte in den Mund gelegt worden. Sabatini wurde in dieser Zeit nicht über die Anschuldigungen informiert. Im August 2021 legte die Kanzlei ihren rund 250 Seiten starken Bericht vor, der zwar keine konkreten Vorwürfe der sexuellen Belästigung machen konnte, ihm aber vorwarf eine „sexuelle Unterströmung“ gefördert zu haben und eine Cliquenbildung, etwa dadurch, dass er privat „Whiskey-Verköstigungen“ durchführte und eine Einstellung vertrat, die wissenschaftliche Tätigkeit vor alles andere stellen würde, was von der Anwaltsfirma als Benachteiligung von Frauen ausgelegt wurde. Konkrete Belästigungsvorwürfe wurden nicht erhoben und auch im Fall seiner ehemaligen Partnerin konnten die Anwälte bis auf die fehlende Meldung der Beziehung kein direktes Fehlverhalten nachweisen. Sie fanden auch keine Hinweise auf mangelnde Frauenförderung oder Benachteiligung von Frauen in seinem Labor. Daraufhin lud die Direktorin des Whitehead Instituts Sabatini, der einer der wissenschaftlichen Stützen des Instituts war und ihm hohe Summen an Fördergeldern zuführte,  zu einem persönlichen Gespräch, in dem sie klar machte, ihn entlassen zu wollen. Das MIT beurlaubte ihn im April 2021 und das HHMI beendete seine Anstellung im August 2021. Am MIT war inzwischen unter Befürwortung des Dekans für Naturwissenschaften Nergis Mavalvala, dem Chef der Abteilung Biologie Alan Grossman und des Provost Martin A. Schmidt ein Verfahren in Gang, ihn seiner Festanstellung („tenure“) zu entheben, wozu er noch durch Anrufung eines Fakultätsrats hätte vorgehen können, darauf aber verzichtete. Grund war nach offizieller Verlautbarung des MIT, dass er eine Beziehung zu einer Fakultätsangehörigen nicht offenlegte, auf die er einen Karriere-fördernden Einfluss hatte (allein aufgrund seines hohen wissenschaftlichen Ansehens), dies nicht meldete und auch von seinen Mentor-Funktionen und seiner karrierebeeinflussenden Rolle nicht zurückschraubte. Auf Anraten seiner Anwälte kündigte Sabatini daraufhin, um sich anderswo zu bewerben, was er schnell bedauerte, denn alle Stipendiengeber, insbesondere die National Institutes of Health (NIH) und mit ihm verbundene Institutionen und Startups trennten sich von ihm und fast alle Wissenschaftler, mit denen er vorher eng zusammenarbeitete, brachen aus Angst vor Karrierenachteilen die Beziehungen zu ihm ab. Unter der Hand bezeichneten ehemalige Labormitarbeiter die Vorwürfe allerdings als fern der Realität. Harvey Lodish, der nach Sabatinis Beurlaubung sein Labor leitete, bescheinigte ihm exzellente Fähigkeiten als Mentor.  Das Whitehead-Institut musste den Verlust der hohen Fördersummen des NIH zu der Zeit nicht mehr befürchten, da sie die Fördergelder seit August 2020 nicht mehr persönlich an einen Wissenschaftler banden, sondern die Weiterverwendung ermöglichten. Dazu mussten Vorwürfe der Belästigung oder vergifteter Arbeitsatmosphäre gegen diesen erhoben werden, was die geförderte Institution dem NIH melden musste. Damit war Sabatini aber praktisch eine weitere Fortsetzung seiner Forschung in den USA und überall da, wo Forschungsgelder des NIH eine Rolle spielten, unmöglich gemacht. Sabatini, der ohne Einkommen und Möglichkeiten zur Forschung dastand, sah sich daraufhin im Oktober 2021 gezwungen, eine Klage gegen das Whitehead Institut, Lehmann und seine ehemalige Beziehungspartnerin – inzwischen Assistenzprofessorin am MIT – zu erheben, die daraufhin Gegenklage erhob. Daraufhin untersagte das Whitehead Institut ehemaligen Mitarbeitern und Kollegen von Whitehead in dessen Labor und darüber hinaus im November 2021 Kontakte jedweder Art mit Sabatini. Als das Langone Health Center der New York University in Erwägung zog, Sabatini einzustellen, nachdem man die juristischen Vorwürfe unabhängig prüfen ließ und fand, dass er unfair behandelt worden war, kam es zu öffentlichen Protesten dagegen und das Langone Health Center sah sich Druck der öffentlichen Meinung im Mai 2022 dazu gezwungen, wieder von einer Anstellung abzurücken, zumal das NIH ankündigte die Arbeitsatmosphäre am Langone Health Center selbst, an dem sie mit hohen Summen die Long-Covid Forschung förderte, zu untersuchen. Die emeritierte Biologieprofessorin am MIT Nancy Hopkins, die sich in den 1990er Jahren um Gleichberechtigung am MIT verdient machte, sah dagegen in der Entlassung von Sabatini einen „Meilenstein“ in gleich dreifacher Hinsicht: Erstens durch Erlass einer Richtlinie für korrektes Verhalten bei Beziehungen untereinander und gegen Belästigung, dass zweitens eine junge Frau den Mut aufgebracht hätte, darauf zu bestehen, dass die Richtlinie umgesetzt würde und drittens, dass diese erhört wurde. Als weiteren Fortschritt sah sie, dass sowohl am HHMI als auch am Whitehead-Institut Frauen in der Chefposition wären.

## Schriften (Auswahl)
- mit S. H. Snyder u. a.: RAFT1: a mammalian protein that binds to FKBP12 in a rapamycin-dependent fashion and is homologous to yeast TORs, Cell, Band 78, 1994, S. 35–43
- mit D. H. Kim u. a.: mTOR interacts with raptor to form a nutrient-sensitive complex that signals to the cell growth machinery, Cell, Band 110, 2002, S. 163–175
- mit D. D. Sarbassov u. a.: Rictor, a novel binding partner of mTOR, defines a rapamycin-insensitive and raptor-independent pathway that regulates the cytoskeleton, Current Biology, Band 14, 2004, S. 1296–1302
- mit D. D. Sarbassov, S. M. Ali: Growing roles for the mTOR pathway, Current Opinion in Cell Biology, Band 17, 2005, S. 596–603
- mit D. D. Sarbassov, D. A. Guertin, S. M. Ali: Phosphorylation and regulation of Akt/PKB by the rictor-mTOR complex, Science, Band 307, 2005, S. 1098–1101
- mit A. E. Carpenter u. a.: CellProfiler: image analysis software for identifying and quantifying cell phenotypes, Genome Biology, Band 7, 2006, R100
- mit D. D. Sarbassov u. a.: Prolonged rapamycin treatment inhibits mTORC2 assembly and Akt/PKB, Molecular Cell, Band 22, 2006, S. 159–168
- mit D. A. Guertin: Defining the role of mTOR in cancer, Cancer Cell, Band 12, 2007, S. 9–22
- mit Y. Sancak u. a.: The Rag GTPases bind raptor and mediate amino acid signaling to mTORC1, Science, Band 320, 2008, S.  1496–1501
- mit P. P. Hsu: Cancer cell metabolism: Warburg and beyond, Cell, Band 134, 2008, S. 703–707
- mit M. Laplante: mTOR signaling at a glance, Journal of Cell Science, Band 122, 2009, S. 3589–3594
- mit R. Zoncu, A. Efeyan: mTOR: from growth signal integration to cancer, diabetes and ageing, Nature Reviews Molecular Cell Biology, Band 12, 2011, S. 21–35
- mit M. Laplante: mTOR signaling in growth control and disease, Cell, Band 149, 2012, S. 274–293
- mit T. Wang, J. J. Wei, E. S. Lander: Genetic screens in human cells using the CRISPR-Cas9 system, Science Band 343, 2014, S.  80–84
- mit R. A. Saxton: mTOR signaling in growth, metabolism, and disease, Cell, Band 168, 2017, S. 960–976